# Passandra quadrilineata
Passandra quadrilineata is een keversoort uit de familie Passandridae. De wetenschappelijke naam van de soort is voor het eerst geldig gepubliceerd in 1851 door Smith.